# Ilhan Koman

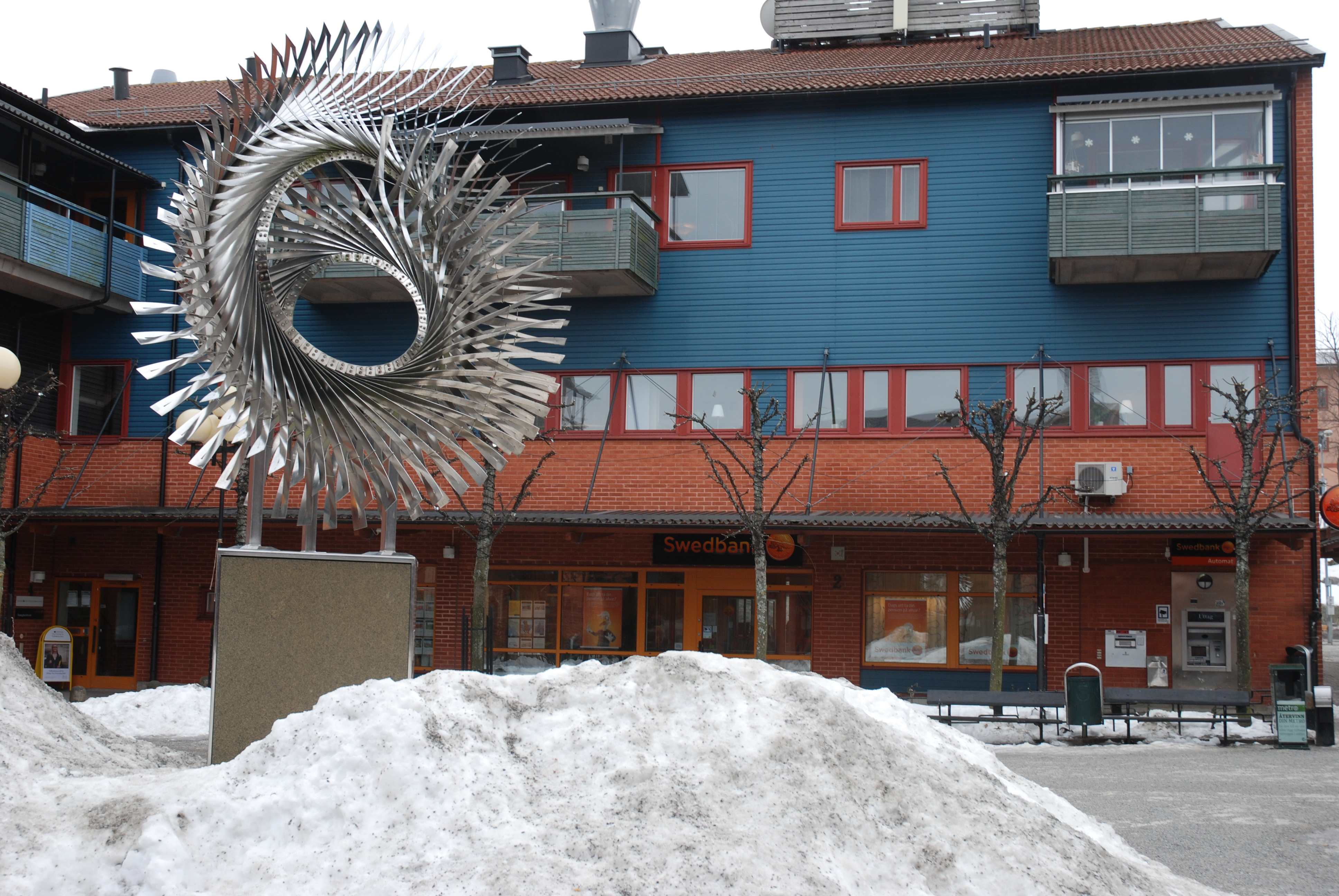
Ilhan Komans Vattenvirveln på torget i Ekerö centrum

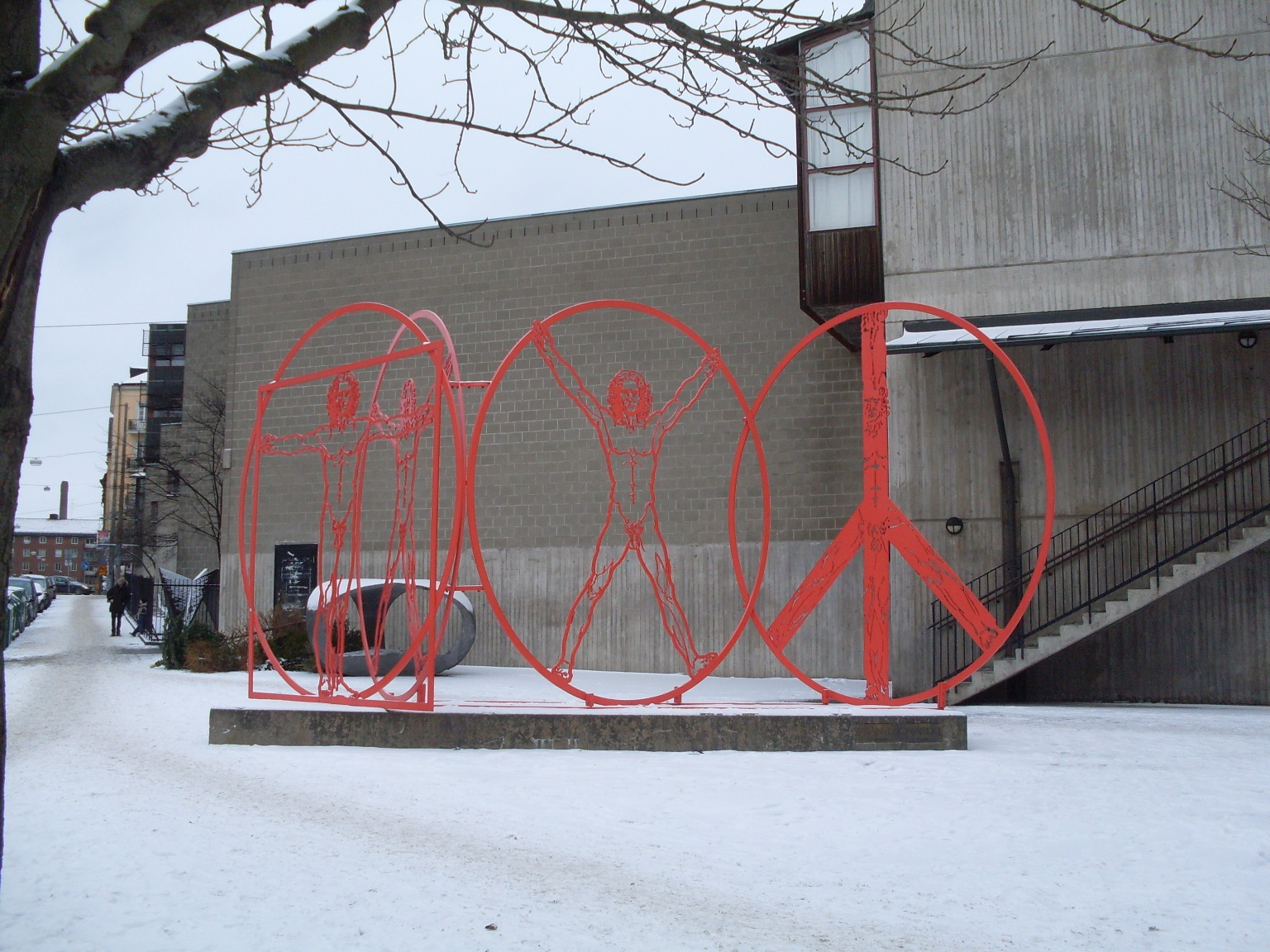
Från Leonardo till..., Karlavägen i Stockholm

İlhan Koman, född 17 juni 1921 i Edirne, död 30 december 1986 i Stockholm, var en turkisk-svensk skulptör.
Ilhan Koman växte upp i Edirne och utbildade sig vid målerilinjen på Konstakademien i Istanbul, varifrån han uteximinerades 1941, samt 1947-51 i Paris på Académie Julien och École du Louvre. Han hade sin första separatutställning 1948 på Galerie B i Paris.
Åren 1951-58 var han lärare vid Konsthögskolan i Istanbul.
Ilhan Koman flyttade till Sverige 1958. Han restaurerade den tvåmastade skonaren M/S Hulda 1965 och bodde och arbetade i den i Drottningholm under tjugo års tid. Han var lärare på Konstfack i Stockholm 1967-86.

## Offentliga verk i urval
- 100 m2 relief på östra flygel till Atatürk-mausoleet i Ankara, 1952-54
- Blomman, 1965, Brittgården i Tibro
- Skulptur framför Divan Hotel i Istanbul, 1968
- Skulptur framför Sparbankernas kursgård Skepparholmen i Nacka, 1971
- Rullting, 1971, Bosvedjans torg i Sundsvall (tillsammanms med skulptörerna H. Gustafsson och H. Hild)
- Från Leonardo till ..., målad stålskulptur, 1971, Karlavägen i Stockholm, framför Kungliga tekniska högskolans arkitektursektiom (tillsammans med arkitekten Çetin Kanra)
- Ryssjor, 1972-75, Fisksätra, (tillsammans med skulptören H. Gustafsson)
- Snäckan, 1981, framför Förbundshuset i Stockholm
- Vattenvirvel, stål, 1990, Ekerö centrum
- Trevingad eolisk rotor, 1971, Huddinge sjukhus
- Portal, rest 2008  Bogazici-universitetet i  Istanbul